# Difesa della zona della provincia di Ragusa
La Difesa della zona della Provincia di Ragusa comprendeva una serie di strutture militari e opere difensive impiegate durante la Seconda guerra mondiale a difesa della zona di Ragusa e dell'intera provincia.

## Schieramenti
Nella zona era schierata la 206ª Divisione costiera.

### Vittoria
La zona tra Punta Braccetto e il fiume Dirillo era controllata dal 178° Regimento Fanteria.

#### 178° Regimento Fanteria
- 389° Battaglione Costiero (Maggiore Roccuzzo) con sede a Scoglitti nella zona tra la foce del Dirillo e Capo Camarina.
- 501° Battaglione (Maggiore Zotta) con comando a Fattoria Randello nella zona tra Capo Camarina e Punta Braccetto.
- 537a Compagnia Mitraglieri con comando a Scoglitti sparsa sulla costa.
- 3 batterie da 75/27 del 21° Gruppo (Tenente Colonnello Lauritana):
  - 451a Batteria tra Casa Strasattata e Punta Zafaglione (a sud-ovest di Vittoria)
  - 288a Batteria a Capo Camarina (foce del fiume Ippari a sud di Vittoria)
  - 452a Batteria a Punta Braccetto (poco ad ovest di S. Croce Camerina)

### Santa Croce Camerina
La zona tra il fiume Irminio e Punta Braccetto era controllata dal 383º Battaglione costiero e dal 104° Battaglione Mitraglieri G.a.F.

#### 383° Battaglione Costiero
- 1a Compagnia con sede a Punta Secca
- 2a Compagnia con sede a Marina di Ragusa
- 3a Compagnia (cap. Vincenzo Serra) con sede a Villa Comitini
- 4a Compagnia come rincalzo di battaglione a Santa Croce Camerina
- 1 plotone ciclisti

Il battaglione disponeva anche di:
- una batteria di cannoni da 149/35
- due cannoni anticarro da 47/32
- un 75mm francese
- uno Skoda
- un cannone 75/24 a Marina di Ragusa

#### 104° Battaglione Mitraglieri G.a.F
Comandato dal Capitano Giuseppe Maestri con sede a Punta Secca.

### Scicli
La zona tra Punta Religione e il fiume Irminio era controllato dal 313° Battaglione Costiero e dalla 513a Compagnia G.a.F.

#### 313° Battaglione Costiero
- 1a Compagnia (cap. Giardina Vincenzo) con sede a Sampieri
- 2a Compagnia con sede a Fornace Penna
- 3a Compagnia (cap. Cecconi Pietro) come rincalzo di battaglione a metà strada tra Sampieri e Scicli.
- 4a Compagnia come riserva reggimentale a Scicli.

#### 513a Compagnia G.a.F
Comandata dal Capitano Osvaldo Casalini con sede a Sampieri.

## Posti di blocco

### P.B.C 451
Situato sulla SC35 (incrocio con Contrada Pellegrino) aveva compiti di protezione dell'ingresso sud di Santa Croce Camerina ed era comandando dal Capitato Vincenzo Serra. Il Comando stazionava presso il Caposaldo di Villa Comitini, poco distante.
Il Posto di Blocco possedeva alcuni cannoni, tra cui un pezzo controcarro 47/32 Mod. 1935, un 75mm francese e uno Skoda di presa bellica tedesca.
Annesso al Posto di Blocco vi era anche un Posto di Osservazione Costiera, poco distante dalla Villa Comitini.

### P.B.C. 452 (Villa Criscione)
Collocato nella SP25, comprendeva 1 ufficiale e 32 truppa, ed era il più importante del settore, controllando il quadrivio tra Ragusa, Scicli, Santa Croce Camerina e il mare (direzione di Marina di Ragusa). 
Il Posto di Blocco comprendeva quattro zone:
- Zona "A" in direzione Ragusa
- Zona "B" in direzione Marina di Ragusa
- Zona "C" in direzione Santa Croce Camerina (SP 37)
- Zona "D" in direzione Scicli (SP 37)

Aveva due postazioni in calcestruzzo di tipo A3 (per mitragliatrice in muratura e pietrame) e dei blocchi in cemento con scanalature (due di questi tutt'oggi esistenti) per sbarrare la carreggiata. La postazione di comando si trovava all'angolo tra la zona "B" e la zona "D", dove oggi sorge un agriturismo.

### P.B.C. 453
Situato a 2 km da Scicli comprendeva due sbarramenti:
- Sbarramento 1 sulla SP 40
- Sbarramento 2 sulla via Contrada Passo Piano

Entrambi gli sbarramenti obbligavano i veicoli alla serpentina e possedevano feritoie per fare fuoco. Inoltre era presente un ricovero per i soldati di presidio. Poco distante dal Posto di Blocco vi era il comando del 313° Battaglione Costiero presso Villa Mormino.